# شارلوت البوربونية (ملكة قبرص)
شارلوت البوربونية أو شارلوت دي بوربون (بالفرنسية: Charlotte de Bourbon) (1388 - 15 يناير 1422)؛ كانت ملكة قبرص القرينة وحاملة اللقب ملكة بيت المقدس وأرمينيا من خلال زواجها من يانوس دي لوزينيان، هي زوجته الثانية والأم أولاده الشرعيين الستة بما في ذلك جون الثاني ملك قبرص وآن من قبرص زوجة لودفيكو، دوق سافوي، وكان تأثير شارلوت مفيداً جداً بحيث أدى إلى إحياء الثقافة الفرنسية في البلاط قبرص الملكي.
هي الأبنة الصغرى لـ جان الأول، كونت لامارش وكاترين من فندوم، شقيقة كلا من جاك الثاني كونت لامارش زوج جوفانا الثانية ملكة نابولي ولويس، كونت فندوم.
توفيت شارلوت في 15 يناير 1422 من الطاعون، ودفنت في دير سان دومينيك الملكي في نيقوسيا، شملت أحفاد الملكة شارلوت من قبرص والملكة جين الثالثة من نافارا؛ وملوك فرنسا شارل الثامن وفرانسوا الأول وهنري الثاني وفرانسوا الثاني وشارل التاسع وهنري الثالث وهنري الرابع وملوك بوربون لاحقاً؛ وأيضا آن من فرنسا وماري، ملكة الاسكتلنديين؛ وفضلاً عن ذلك هي أيضا سليل العائلة البريطانية الملكية والعائلة الإسبانية الملكية حالياً.